# ساختمان روغن نباتی جهان
ساختمان روغن نباتی جهان مربوط به دوره پهلوی اول است و در تهران، خیابان وحدت اسلامی، تقاطع خیابان پانزده خرداد واقع شده و این اثر در تاریخ ۲۵ مهر ۱۳۸۳ با شمارهٔ ثبت ۱۱۱۹۹ به‌عنوان یکی از آثار ملی ایران به ثبت رسیده است.